# Made in Canada
Made in Canada o Product of Canada come marchi per designare prodotti creati in Canada, sono regolati dal Food and Drugs Act e dal Consumer Packaging and Labelling Act. L'uso delle etichette del paese di origine è volontario.

## Linee guida
- Prodotti per l'export: devono rispettare gli stessi criteri di quelli importati.
- Altri beni come cibo per animali, semi o piante, non commestibili: devono seguire le direttive del Competition Bureau.
- Contenenti avvisi regionali, provinciali, città, paesi etc.
- Termini o referenze che hanno regole specifiche e non sono soggette alle linee guida (grade names, riferirsi a Canada Organic).[1]

## Economia del Canada

### Alimentari

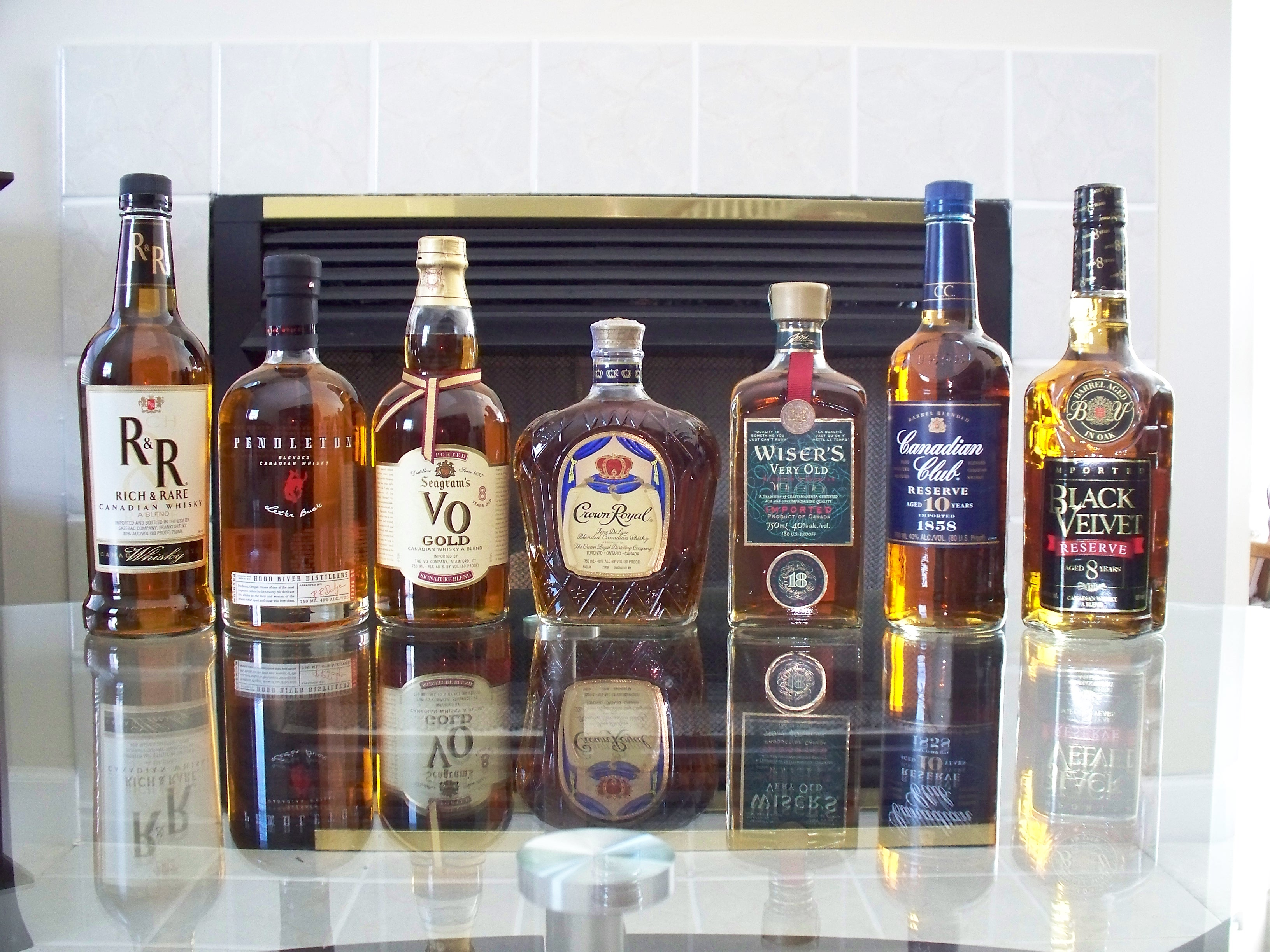
Bottiglie di Canadian whisky

Un esempio di prodotto alimentare è il Canadian whisky.